# Фломін Юрій Володимирович
Ю́рій Володи́мирович Фло́мін — доктор медичних наук; заслужений лікар України.

## З життєпису
1994 року закінчив Харківський національний медичний університет з відзнакою. Протягом 1994—1996 років проходив інтернатуру з неврології на кафедрі невропатології та нейрохірургії; Харківська медична академія післядипломної освіти МОЗ України, у 1996 році отримав спеціалізацію невролога.
У 1997 році здобув другу спеціалізацію лікаря-анестезіолога. Після закінчення навчання почав працювати у Центрі гострої Цереброваскулярної патології (клінічна лікарня № 7 міста Харкова), де надавали допомогу 3-4 тисячам пацієнтів з інсультом щороку. Проходив навчання в інтернатурі з неврології при кафедрі клінічної неврології клініки Віденського медичного університету.
З 2003 року проводить тромболітичну терапію при гострому ішемічному інсульті та проводить наукову роботу.
У 2005 році захистив кандидатську дисертацію — за спеціальністю «нервові хвороби». 2006 року проходив стажування у команді гострого інсульту відділення клінічних нейронаук університету Західного Онтаріо (Лондон, Канада), після чого почав працювати уХарківській медичній академії післядипломної освіти. У 2008 році проходив стажування в інсультному блоці лікарні ім. Джона Редкліфа Оксфордського університету (Оксфорд, Англія).
З 2011 року працює завідувачем Інсультного центру МЦ «Універсальна клініка „Оберіг“».
У 2013 році здобув вчене звання доцента.
З 2015 року є делегатом від України у проєкті з пришвидшення та поліпшення лікування інсульту, який реалізує Європейська асоціація інсульту. З 2018 року є членом Правління ГО «Українська асоціація боротьби з інсультом». З 2019 року є експертом МОЗ України за напрямком інсультної допомоги.

## Нагороди
- Заслужений лікар України[1]
- Орден «За заслуги» III ступеня[2]

## Серед робіт
- «Специфічне лікування ішемічного інсульту: нейропротекція»; 2010, співавтор Яворська Валентина Олександрівна
- «Епілепсія після інсульту»; 2016 співавтори Мар'єнко Лідія Борисівна, Студеняк Тарас Олександрович, Мар'єнко Катерина Миколаївна